# Shannon Lucio
Shannon Lucio (Denver, Colorado, 25 de junho de 1980) é uma atriz estadunidense.

## Filmografia

### Filmes
- Fireflies in the Garden (2008) .... Ryne Waechter
- Feast of Love (2007) .... Janey
- The Cantina Bar Tales (2007) .... Lily
- Graduation (2006) .... Polly Deely
- A House Divided (2006) (TV) .... Pam
- Youthanasia (2005) .... Michelle
- Spring Break Shark Attack (2005) (TV) .... Danielle
- Starkweather (2004) .... Caril-Ann Fugate

### Televisão
- CSI
  - "Passed Pawns" (2013) .... Kristi Holt
- Supernatural
  - "I'm No Angel" (2013) .... April Kely
- True Blood
  - "It Hurts Me Too" (2010) .... Caroline
- Grey's Anatomy
  - "Now or Never" (2009) .... Amanda
- Criminal Minds
  - "House on Fire" (2009) .... Tina Wheeler
- Prison Break
  - Episodes 4.02 - 4.12 (2008/2009) .... Miriam Hultz / Trishanne
- The Oaks .... Sarah
- 9th Annual Prism Awards (2005) .... ela mesma
- The O.C.
  - "The New Kids on the Block" (2004) .... Lindsay Gardner
  - "The New Era" (2004) .... Lindsay Gardner
  - "The SnO.C." (2004) .... Lindsay Gardner
  - "The Chrismukkah That Almost Wasn't" (2004) .... Lindsay Gardner
  - "The Family Ties" (2005) .... Lindsay Gardner
  - "The Power of Love" (2005) .... Lindsay Gardner
  - "The Ex-Factor" (2005) .... Lindsay Gardner
  - "The Accomplice" (2005) .... Lindsay Gardner
  - "The Second Chance" (2005) .... Lindsay Gardner
  - "The Lonely Hearts Club" (2005) .... Lindsay Gardner
  - "The Test" (2005) .... Lindsay Gardner
  - "The Rainy Day Women" (2005) .... Lindsay Gardner
- CSI: Miami
  - "Innocent" (2004) .... Gina Lamar
- The Division
  - "The Fall of the House of Hayes" (2004) .... Morgan Hillford
- NYPD Blue
  - "Chatty Chatty Bang Bang" (2004) .... Courtney Bates
- ER
  - "Missing" (2003) .... Johanna Lambright
- Once Upon a Time
  - "Manhattan" (2013) .... Seer